# Vô thường

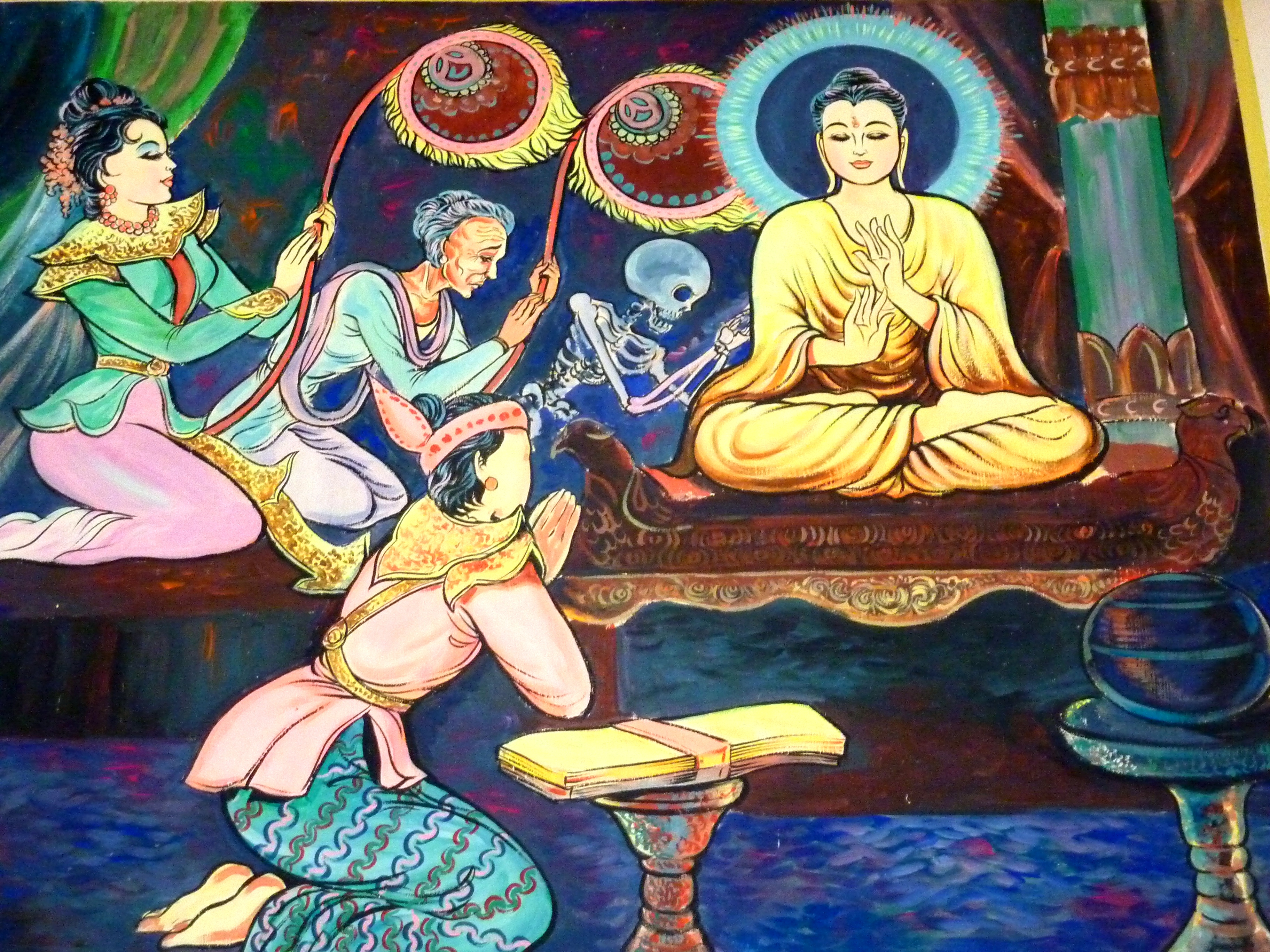
Một bức tranh Phật giáo miêu tả Vô thường

Vô thường, còn gọi là vấn đề triết học về sự thay đổi, là một khái niệm triết học được đề cập trong nhiều tôn giáo và triết học.

## Các tôn giáo Ấn Độ

### Ấn Độ giáo
Thuật ngữ anitya (अनित्य), theo nghĩa về tính không cố định của đối tượng và sự sống, xuất hiện trong đoạn 1.2.10 của Áo nghĩa thư Katha, một trong Các Áo nghĩa thư Căn bản của Ấn Độ giáo.

### Phật giáo
Vô thường, còn gọi là anicca (Pāli) hay anitya (Phạn), xuất hiện rộng rãi trong Kinh điển Pali với tư cách là một trong những giáo lý căn bản của Phật giáo. Các giáo lý nhấn mạnh rằng tất cả sự tồn tại có điều kiện, không có ngoại lệ nào, là "nhất thời, phù du, không cố định". Tất cả các pháp hữu vi, dù là vật chất hay tinh thần, đều là các đối tượng được kết hợp trong tình trạng thay đổi liên tục, có thể bị suy tàn và phá hủy. Tất cả các sự kiện vật chất và tinh thần đều không có thật về mặt siêu hình. Chúng không thường hằng hay cố định; chúng hình thành và tan biến.
Phật giáo và Ấn Độ giáo đều có học thuyết về vô thường (zh. 無常; sa. anitya; pi. anicca), nghĩa là "không có gì tồn tại mãi mãi, mọi thứ đều ở trong trạng thái thay đổi liên tục"; tuy nhiên, hai nền triết học này không đồng ý với nhau về giáo lý về vô ngã, đó là liệu linh hồn có tồn tại hay không. Theo Frank Hoffman và Deegalle Mahinda, các chi tiết về lý thuyết vô thường của hai nền triết học này cũng khác nhau. Phật giáo khẳng định sự vô thường và các ràng buộc liên quan tạo ra đau khổ hay khổ đế (dukkha) và do đó cần phải bị loại bỏ để giải thoát (nibbana: niết-bàn), trong khi Ấn Độ giáo khẳng định rằng không phải tất cả sự thay đổi và ràng buộc dẫn đến dukkha và một số thay đổi về tinh thần, thể chất hay tự biết mình dẫn đến hạnh phúc và do đó cần phải được tìm kiếm để giải thoát (moksha). Nicca (vĩnh cửu) trong Phật giáo là anatta (không phải linh hồn), nitya trong Ấn Độ giáo là atman (linh hồn).

## Triết học phương Tây
Vô thường lần đầu tiên xuất hiện trong triết học Hy Lạp trong các tác phẩm của Heraclitus và học thuyết của ông về panta rhei (mọi thứ đều chảy). Heraclitus nổi tiếng vì nhấn mạnh sự thay đổi luôn luôn là bản chất cơ bản của vũ trụ, như trong câu nói nổi tiếng "Không ai tắm hai lần trên cùng một dòng sông." Một khái niệm liên quan là biến hóa.